# Kościół ewangelicko-augsburski w Starej Hucie
Kościół w Starej Hucie – ewangelicko-augsburski kościół filialny zlokalizowany w Starej Hucie (gmina Krośnice). Należy do Parafii Ewangelicko-Augsburskiej w Sycowie i Międzyborzu.

## Historia
W 1921, w myśl postanowień traktatu wersalskiego, wytyczono granicę polsko–niemiecką. Stara Huta w wyniku tych rozstrzygnięć znalazła się po stronie niemieckiej, a lokalna społeczność ewangelicka została odgrodzona od dotychczasowego kościoła parafialnego w Sośni, który pozostał po stronie polskiej (od 1945 jest to kościół katolicki). Celem zapewniania obsługi duszpasterskiej wybudowano w 1928 obecną kaplicę. Jest to teraz jedyna czynna świątynia ewangelicka w powiecie milickim.

## Architektura
Obiekt murowany, zbudowany na rzucie prostokąta, przykryty dachem czterospadowym z sygnaturką pośrodku. Na tablicy w kapliczce z boku umieszczono słowa: Tylko Pismo, tylko Jezus, tylko Wiara, tylko Łaska. 

## Cmentarz
Przy drodze do Janisławic znajdują się pozostałości cmentarza ewangelickiego z ruinami kaplicy (nekropolia powstała w połowie XIX wieku).